# Studio definitivo per Il circo
Studio definitivo per Il circo (Étude complète pour Le cirque) è un dipinto a olio su tela (55x46 cm) realizzato nel 1891 dal pittore francese Georges-Pierre Seurat.
È conservato nel Musée d'Orsay di Parigi.
Si tratta dell'ultimo studio preparatorio di un altro quadro di Seurat, "Il circo", di cui il pittore fece numerosi bozzetti.
Rispetto al quadro finale (che fu peraltro l'ultimo dipinto da Seurat prima di morire) manca il clown che si trova alle spalle del domatore di cavalli sull'estrema destra della tela.